# Classis Britannica
La Classis Britannica era la flotta navale della provincia di Britannia, facente parte della flotta romana. Aveva il compito di pattugliare la Manica e il mare attorno alla Britannia, di trasportare uomini e mezzi e di mantenere le comunicazioni tra la provincia e il resto dell'Impero.

## Storia
Una prima flotta venne creata nel 40 o 43 a Gesoriacum (Boulogne-sur-Mer) per dare supporto all'invasione romana della Britannia voluta dall'imperatore Claudio. Dopo il successo di quest'invasione la flotta, probabilmente passata a far base a Rutupie, continuò a fornire supporto logistico e rifornimenti di vario genere. Cominciò poi a svolgere un ruolo bellico sempre più importante durante la vera e propria conquista della Britannia.
Fu però solo con la dinastia dei Flavi che venne istituzionalizzata e resa permanente una Classis Britannica, spostata nell'85 a Portus Dubris (Dover), con basi aggiunte anche a Portus Lemanis (Lympne) e Anderitum (Pevensey). Sotto il governatorato di Gneo Giulio Agricola, la Britannica circumnavigò la Scozia e nell'83 attaccò la costa orientale della Scozia. L'anno dopo, invece, raggiunse le isole Orkney. Vista la mancanza di serie minacce via mare in quell'area nei primi secoli dell'Impero, la flotta ebbe più che altro un ruolo di supporto logistico all'esercito di stanza in Britannia e poi alle legioni che combatterono sul fronte germanico.
Durante il III secolo non esistono evidenze archeologiche sulla sua esistenza, anche se questa è comunque certa, mentre la flotta fece la sua ricomparsa al tempo della rivolta di Carausio (286), un comandante militare d'origine gallica che aveva avuto il compito di guidare la Classis Britannica e di porre fine alle azioni di pirateria dei franchi e dei sassoni contro le coste dell'Armorica e della Gallia Belgica. Sospettato però di essere sceso a patti coi nemici, Carausio venne a sapere che l'imperatore Massimiano aveva deciso la sua eliminazione. Per questo si ribellò e si autoproclamò imperatore della Britannia e della Gallia settentrionale. La Classis Britannica sconfisse anche una flotta inviatale contro da Roma. Ma a partire dal 300, dopo la fine della rivolta, tornò a far parte della marina romana. Negli ultimi anni di vita dell'Impero Romano d'Occidente, la flotta ebbe quasi esclusivamente il compito di proteggere le città della costa sud-orientale della Britannia (la costa sassone) dai raid dei pirati.
A noi sono giunti i nomi delle seguenti imbarcazioni:
- 1 trireme: Radians.